# La Danse du loup
La Danse du loup est un roman de Serge Bramly publié en 1982 aux éditions Belfond et ayant reçu le prix des Libraires l'année suivante.

## Éditions
- La Danse du loup, éditions Belfond, 1982  (ISBN 2-71-441524-5).
- La Danse du loup, éditions du Masque coll. « Labyrinthes » no 176, 2009